# توم إدليفسين
توم إدليفسين (بالإنجليزية: Tom Edlefsen)‏ مواليد 12 ديسمبر 1941 في بييمونتي، كاليفورنيا، هو لاعب كرة مضرب أمريكي سابق وكان يلعب باليد اليمنى. أعلى تصنيف له في الفردي كان المركز الـ 94 في سنة 1974.

## روابط خارجية
- توم إدليفسين على موقع رابطة محترفي التنس (الإنجليزية)
- توم إدليفسين على موقع الاتحاد الدولي لكرة المضرب (الإنجليزية)
- توم إدليفسين على موقع أرشيف التنس.كوم (الإنجليزية)
- توم إدليفسين على موقع بطولة ويمبلدون (الإنجليزية)
- توم إدليفسين على موقع خلاصة التنس.كوم (الإنجليزية)